# Црква Светог Пантелејмона у Рафуни
Црква Светог Пантелејмона налази се у атару села Рафуне, у општини Лебане, у Јабланичком округу. Припада црквеној општини Лебане. Она у овом крају који обухвата многа села важи за духовни центар.
Слава цркве је Дан св. Пантелејмона који се прославља 9. августа.

## Локација цркве и приступни путеви
Налази се у удолици, на рубу падине Илијиног брега односно у његовом подножју. Поред цркве протиче Рафунска река, а у близини је засеок Доња махала.
Приступни путеви цркви веома су лоши. За време већих киша до ње се може доћи само пешака. Приступ из Лебана могућ је из два правца: путем од Лебана преко села Шарце и Врановце, па правцем према Пороштици и Ђулекару. Овим путем може да се скрене код Шећерске махале право у поток Рафуна и избије на црквени плато. Он води кроз махалу Златковића. До села се може стићи и путем од Лебана ка Медвеђи где иза села Шилова, са леве стране, постоји пут долином Рафунске реке до цркве.

## Историјат цркве
О историјату цркве нема пуно података. Познато је да грађена у XIX веку и то је сврстава у ред старих црквених објеката, вредних да се заштите и од стране државе јер је јединствена у том крају. У планинском делу општине Лебане (пре рата јабланички срез) она је најстарија црква. Приликом копања темеља за звоник пронађени су старији темељи што значи да је црква у Рафуни, или Тумарачка црква, „сведок” постојања Срба на овој територији још пре 1885. Њен значај утолико је већи што околна села Шилово, Пороштица, Бувце, Лапаштица, Ђулекаре и Врановци немају цркве.
Подаци о овој цркви уништени су са уништењем архива цркве у Лебану и општине након Другог светског рата. Са мапе добијене из катастра у Лебану види се да је црква била посвећена Св. Тројици. Није познато ко је цркву посветио св. Пантелејмону нити постоје подаци о томе у неком од архива. Пре рата, црквени сабори одржавани су на дан Св. Пантелејмона што значи да је већ тада црква била посвећена том свецу. У то време путеви су били земљани, сеоски али су одржавани, долазило се на сабор у село код цркве и све је било сређено.

## Објекти цркве
Зграда и комплекс цркве лоцирани су на малом уравњеном платоу, на самом рубу стрме падине која се спушта ка реци. Сама црква налази се на једном платоу а помоћна зграда на платоу изнад цркве. Зграда је једнобродна грађевина са олтарском апсидом на источној и наосом са улазом на западној страни. Унутрашњост цркве састоји се од наоса и олтарског простора. Она је пресведена полуобличастим сводом а покривена црепом. Обострано је малтерисана али изостаје живопис. На улазу изнад врата нема уобичајене иконе. Комплекс цркве имао је још две зграде од којих је једна потпуно срушена.
Раније црквено звоно било је фиксирано између две храстове младице које су имале функцију звоника. Нови звоник, зграда од тврдог материјала по пројекту архитекте М. Вељковића, изграђен је на плацу у дворишту цркве. Звоник је лоциран на северној страни цркве. Поред основне функције, приземље звоника има функцију оставе за смештај црквених ствари и архиве.
У порти цркве постоје четири гроба која су смештена на улазу са горње стране порте. За само један од њих познато је ко ту почива.
У цркви од црквених реликвија пронађене су богослужбена књига „Апостол”, штампана у Москви 1898. године, затим „Службеник” такође штампан у Москви 1900. године и Свештено јевангелије, Кијевопечерска ларва, из 1896. године. Ове књиге сачуване су бригом пароха, јереја Јове Стоиљковића. Данас се налазе у Музеју Српске православне цркве у Београду коме су предате на трајан поклон и чување.
Књига „Апостол” била је поклон цркви од једног хаџије из Рафуне.